# Tijmen van Loon
Tijmen van Loon (Amstelveen, 20 maart 2001) is een Nederlandse baanwielrenner, die zich heeft gespecialiseerd in de sprintonderdelen. Van Loon werd onder andere Nederlands kampioen teamsprint bij zowel de Nieuwelingen als bij de elite, alsmede (in 2018) Nederlands kampioen sprint bij de junioren.

## Carrière

### 2011-2019
Toen van Loon tien jaar oud was, kreeg hij zijn eerste racefiets en begon te trainen bij WV de Amstel in Amstelveen. Ook deed hij mee aan jeugdwedstrijden op de weg, waaronder het Nederlands kampioenschap. Toen hij 12 jaar was kwam hij voor het eerst in contact met het baanwielrennen; om de winterstop bij het wegwielrennen te overbruggen, begon hij te trainen bij de Amsterdamse Baanwielerschool en op de baan in Alkmaar.
Van Loon werd in 2014/2015 Nederlands kampioen teamsprint, samen met Enzo Leijnse, en Nederlands kampioen ploegenachtervolging, samen met Enzo Leijnse, Yorik Wever en Steijn Lamberink. In 2016/2017 werd hij samen met Yorik Wever Nederlands kampioen teamsprint bij de nieuwelingen.  
Op 15-jarige leeftijd werd hij gespot door talentencoach baanwielrennen Steve McEwen en verhuisde hij naar Sportcentrum Papendal in Arnhem. Op 18-jarige leeftijd rondde hij zijn vwo-opleiding af en begon vervolgens aan een studie politicologie aan de Radboud Universiteit in Nijmegen.
In 2018 maakte van Loon de overstap van WV de Amstel naar BeatCycling en werd hij Nederlands kampioen sprint bij de junioren. Een jaar later won hij samen met Daan Kool en Gino Knies brons op het Europees kampioenschap baanwielrennen in Gent (Junioren) op het onderdeel teamsprint.

### 2020-2023
In 2021 werd van Loon, samen met Theo Bos en Sam Ligtlee Nederlands kampioen teamsprint bij de elite. Ook werd hij Nederlands kampioen elite op de kilometer en behaalde hij brons op zowel het onderdeel sprint als keirin elite.
In januari 2022 werd van Loon opgenomen in de topsportselectie baanwielrennen sprint onder leiding van René Wolff en tot het UCI-team van BeatCycling.
In april 2022 behaalde hij brons bij de UCI Track Cycling Nations’ Cup in Glasgow op de teamsprint, samen met Sam Ligtlee, Harrie Lavreysen en Roy van den Berg.
In mei 2022 reed hij samen met Jeffrey Hoogland en Roy van den Berg de teamsprint tijdens de UCI Track Cycling Natioins Cup in Milton (Canada) waarbij goud werd behaald. 
In juli 2022 kwam van Loon op het EK Baanwielrennen namens Nederland uit op verschillende sprintonderdelen. Op de individuele sprint is het hem daarbij gelukt om Europees kampioen onder-23 te worden. Na het neerzetten van de snelste ronde tijdens de kwalificatie, wist hij zich zonder verloren ritten, zeker van het Europees Kampioenschap Sprint onder-23.
Vervolgens mocht van Loon in augustus 2022 Nederland vertegenwoordigen op het EK elite in München. Daar behaalde hij een zesde plek op het sprinttoernooi.   
In de week van 24 tot 29 december 2022 werd het NK Baanwielrennen Elite verreden in Omnisport Apeldoorn. Daar behaalde van Loon vier medailles, tweemaal goud en tweemaal zilver.  
Hij behaalde, samen met Sam Ligtlee en Lars Romijn, goud op het onderdeel Teamsprint Elite. Vervolgens behaalde hij zilver op de onderdelen Sprint en Keirin, beide keren achter Harrie Lavreysen. Ten slotte won Van Loon goud op het onderdeel Kilometer (Elite).
2023 begon goed voor van Loon; hij behaalde op 8 februari 2023 samen met Roy van den Berg, Harry Lavreysen en Jeffrey Hoogland, goud op het onderdeel teamsprint tijdens het EK baanwielrennen in Grenchen (Zwitserland). Tijdens het Nationscup Baanwielrennen in Jakarta, behaalde het team in dezelfde samenstelling zilver op de teamsprint. 
Tijdens het EK U23 Baanwielrennen, dat van 10 tot 17 juli 2023 in Anadia (Portugal) werd verreden, bereikte van Loon op de drie onderdelen waar hij aan meedeed het podium: op de teamsprint behaalde hij (samen met Lars Romijn, Loris Leneman en Daan Kool) een tweede plek. Op de individuele sprint behaalde van Loon ook het zilver. Op de Keirin bereikte hij het brons.
In het najaar van 2023 werdTijmen uitgenodigd om mee te doen aan de Championsleague Track Cycling op de onderdelen Sprint en Keirin. Deze championsleague werd over 5 wedstrijden verreden in Mallorca, Berlijn, Parijs en (2x) Londen. 
Tijdens het NK baanwielrennen Teamsprint, dat op 19/11/2023 werd verreden, werden Tijmen, Lars Romijn en Loris Leneman Nederlands Kampioen. 
Op 27/12/2023 Behaalde Tijmen Brons op het onderdeel Kilometer tijdens het NK Baanwielrennen in Apeldoorn. 
2024
Tijdens het EK (Elite) Baanwielrennen dat van 10 - 14 januari  in Apeldoorn werd verreden, werd Tijmen samen met Harrie Lavreysen, Roy van den Berg en Jeffrey Hoogland opnieuw Europees Kampioen op het onderdeel Teamsprint. 
Deze race was voor van Loon niet alleen spannend vanwege de mogelijkheid om Europees Kampioen te worden, maar ook omdat het om een kwalificatiewedstrijd ging voor de Olympische spelen in Parijs komende zomer.  Het ging daarbij tussen Jeffrey Hoogland en Tijmen van Loon (beiden positie 3 op te teamsprint). Ondanks dat het team zowel in de kwalificatie (met van Loon op positie 3) als in de eerste ronde en de finale (beiden keren met Hoogland op positie 3) de snelste waren van het hele veld, is het Tijmen niet gelukt om zich te kwalificeren voor de komende Olympische spelen. Wel blijft hij reserve. 

## Resultaten
| Jaar     | NK                            | EK                           | WK       | Overige  |
| Junioren | Junioren                      | Junioren                     | Junioren | Junioren |
| -------- | ----------------------------- | ---------------------------- | -------- | -------- |
| 2017     | keirin · sprint               |                              |          |          |
| 2018     | sprint · keirin               |                              |          |          |
| 2019     |                               | teamsprint                   |          |          |
| Belofte  |                               |                              |          |          |
| 2022     |                               | sprint                       |          |          |
| 2023     |                               | teamsprint · sprint · keirin |          |          |
| Elite    |                               |                              |          |          |
| 2021     | 1km tijdrit · keirin · sprint |                              |          |          |
| 2022     | 1km tijdrit · keirin · sprint |                              |          |          |
| 2023     | teamsprint · 1km tijdrit      | teamsprint                   |          |          |
| 2024     | teamsprint                    | teamsprint                   |          |          |
| 2025     |                               | teamsprint                   |          |          |